# Surhuizum
Surhuizum (en frison : Surhuzem) est un village de la commune néerlandaise d'Achtkarspelen, dans la province de Frise.

## Géographie
Le village est situé dans l'est de la Frise, au nord de Surhuisterveen, à la limite avec la province de Groningue.

## Démographie
Le 1er janvier 2018, le village comptait 1 295 habitants.